# Carnaval de Paris et police de Paris

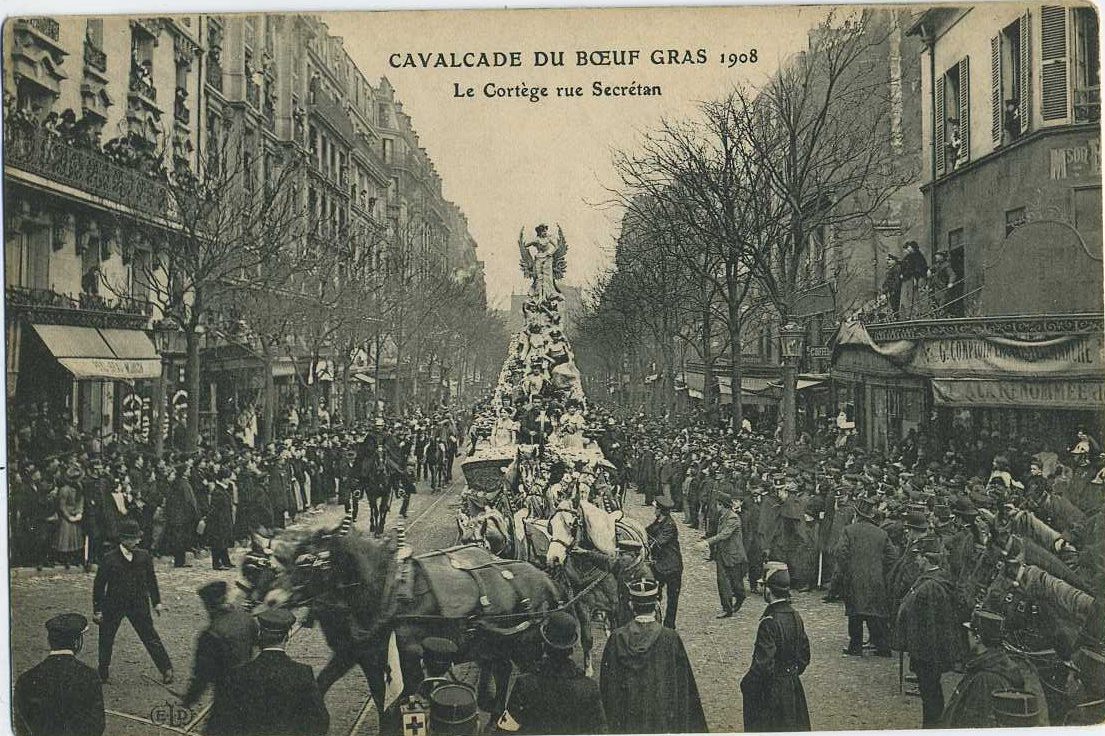
La police municipale et la Garde républicaine escorte la Cavalcade du Bœuf Gras, rue Secrétan, le 26 avril 1908.

Le Carnaval de Paris qui est jadis, entre autres la fête des femmes de Paris, la fête des enfants ou des artisans de Paris est aussi de facto la Fête de la police de Paris.
Le Lieutenant général de police puis le Préfet de police de Paris ont protégé le Carnaval.
Cet aspect peu connu de l'histoire de Paris est attesté au moins depuis le XVIe siècle.

## AuXVIesiècle
Les sergents du Châtelet, police dépendant de la prévôté défilent habituellement à Paris le Mardi gras. En 1558, le roi Henri II, durant la onzième année de son règne, supprime cette participation de la police parisienne à la liesse du Carnaval en reportant le défilé au lendemain de la Trinité. Pour mieux faire passer cette mesure qui éloigne la police du Carnaval, il y ajoute un banquet offert à l'issue du défilé à tous les gens du Châtelet.

## AuXVIIIesiècle

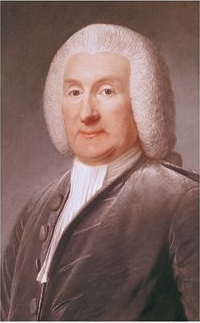
En 1772, le Lieutenant général de police Antoine de Sartine finance les mascarades parisiennes.

Au XVIIIe siècle, le libraire parisien Siméon-Prosper Hardy  tient son journal, intitulé  Mes Loisirs, ou Journal d'événemens tels qu'ils parviennent à ma connoissance. Hardy n'aime ni le Carnaval de Paris, alors très grand, ni la police.
Il écrit à la date du 1er mars 1772 :

« Ce jour dimanche gras, on voit au faux bourg Saint Antoine ainsi que le lundi et mardi gras suivants un très Grand-nombre de Mascarades, et une foule beaucoup plus Considérable encore de Spectateurs Bénévoles de ces Insensés pris dans la Lie du Peuple et presque tous à la Solde de la Police. on a tout lieu d'être convaincu qu'il avoit été distribué à la Populace plus d'Argent que de Coutume pour qu'Elle pût Se réjouir et se déguiser sous différentes formes: on assuroit qu'il y avoit eu des Personnes Préposées pour Examiner Si Elle faisoit exactement Selon la vraië destination, l'Emploi de l'Argent qui lui avoit été donné. On assuroit également que tous les Masques s'étoient rassemblés sur le Boulevard en face de la Porte du Logement du Commandant du Guet, avant de partir pour aller faire leurs Parades au faux bourg : Pourquoi les avoit-on assujetis à cette Espece de Montre ou de Revuë, c'est ce qui ne Se disoit pas. on remarque aussi que plusieurs Carrossées de ces Mascarades, avant de Paroître Sur le Grand Théâtre, alloient figurer et se donner en Spectacle autour des hotels de Monsieur le Chancelier et de Monsieur le Lieutenant de Police ruë neuve Saint Augustin. Ne pouvoit-on pas Supposer que l'Intention du Ministère et Surtout de Monsieur le Chancelier lui-même, en tenant une pareille conduite, étoit qu'il pût être rapporté au Roi que Jamais les Citoyens de Sa bonne ville de Paris n'avoient donné tant de témoignages d'allégresse et de Contentement que pendant les Jours gras de 1772 ; Quoique bien des Gens Soutinssent que tous les Sujets de Sa Majesté, se trouvoient dans le cas de souffrir de la Révolution funeste qui venoit d'être opérée dans les différents Corps de Magistrature du Royaume ? »

Le 18 février 1776, Hardy écrit :

« Ce jour quoiqu'on eût fait courir le bruit que la Police ne distribueroit point cette année la somme ordinaire pour payer les Mascarades et Exciter la Joie tumultueuse et indécente du Menu Peuple ; on ne laisse pas de voir au faux bourg Saint Antoine presque autant de Personnages déguisés que les années précédentes, ce qui Se répéte tout comme à l'ordinaire les deux Jours Suivans. »

Et le 24 février 1789 :

« Ce Jour les Scênes Théâtrales, amusantes, Et Risibles de la rue Saint Honoré Se renouvellent Comme la veille, au Grand Contentement des habitans de Ce Canton, Et de tous les amateurs des Scênes Comiques et Tumultueuses qui ne manquent pas de s'y réunir Encore en grand Nombre ; Indépendamment des Mascarades très variées que l'on y rencontroit, Il s'en trouvoit Egalement de Répandues dans les différents Quartiers pour amuser le menu Peuple Et l'on ne se doutoit pas que la Police n'eût Contribué suivant l'usage Constant à les multiplier, Car chaque année Elle avoit Coutume d'en soudoyer un grand-Nombre : »

La police, le Lieutenant général de police aiment et soutiennent le Carnaval. Il n'en est pas de même de la municipalité

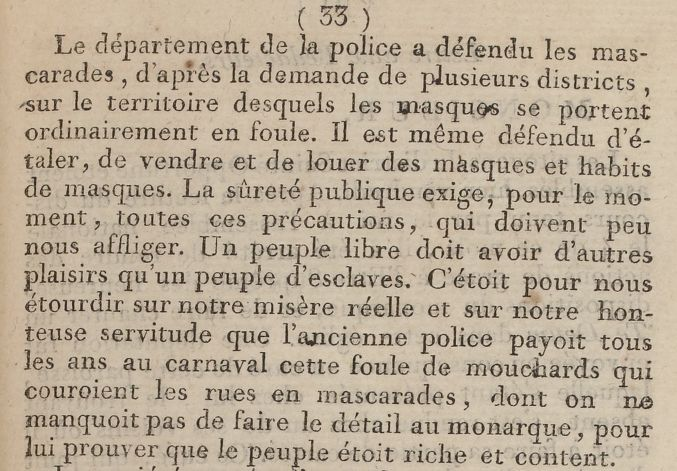
L'interdiction du Carnaval de Paris en février 1790 rapportée par Les Révolutions de Paris, dédiées à la Nation.

qui, l'année d'après, en 1790, va interdire le Carnaval. À l'époque, l'abbé Mulot, partisan de cette interdiction expliquera qu'une raison d'interdire cette fête et qu'à cette occasion la police de Paris en profite pour financer les mascarades afin de tromper le roi pour qu'il croie que le peuple est heureux !
En février 1790, la publication intitulée Les Révolutions de Paris, dédiées à la Nation invoque également ces arguments pour justifier l'interdiction de la fête :
Le département de la police a défendu les mascarades, d'après la demande de plusieurs districts, sur le territoire desquels les masques se portent ordinairement en foule. Il est même défendu d'étaler, de vendre et de louer des masques et habits de masques. La sureté publique exige, pour le moment, toutes ces précautions, qui doivent peu nous affliger. Un peuple libre doit avoir d'autres plaisirs qu'un peuple d'esclaves. C'était pour nous étourdir sur notre misère réelle et sur notre honteuse servitude que l'ancienne police payait tous les ans au carnaval cette foule de mouchards qui couraient les rues en mascarades, dont on ne manquait pas de faire le détail au monarque, pour lui prouver que le peuple était riche et content.

## AuXIXesiècle

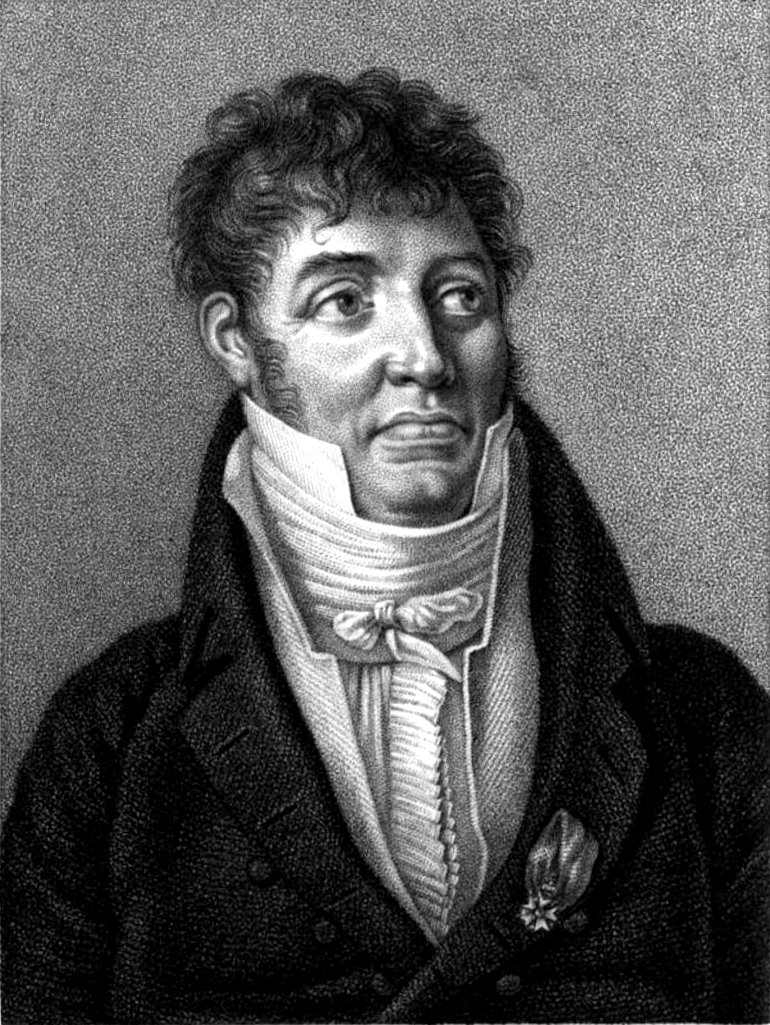
En 1805, un artiste : le Secrétaire général de la Préfecture de police Pierre-Antoine-Augustin de Piis restaure la promenade du Bœuf Gras
(musée de la Révolution française).

La Préfecture de police naît en 1800. Son premier Secrétaire Général de la fondation jusqu'en 1815 sera le poète, chansonnier, vaudevilliste Pierre-Antoine-Augustin de Piis. C'est un joyeux luron fondateur en 1792 avec son ami et collaborateur Pierre-Yon Barré du Théâtre du Vaudeville rue de Chartres-Saint Honoré. De Piis était chansonnier. Il venait chanter à la très célèbre goguette des dîners du Vaudeville fondée en 1796 par son ami Barré. Il fut également, en 1806, membre fondateur d'une autre célèbre société chantante : Le Caveau moderne. Dans celle-ci, une punition consistait à devoir boire en public un verre d'eau. Une vitrine est consacrée à de Piis au Musée de la Police, dans l'Hôtel de Police du Ve arrondissement de Paris.
Après huit années d'interdiction régulièrement renouvelée, le Carnaval de Paris redémarre en trombe en 1798. Bals, mascarades sont au rendez-vous, mais le cortège carnavalesque parisien du Bœuf Gras reste absent.
En l'an XIII de la République, le 4 ventôse, soit le 23 février 1805, deux jours avant qu'il ressorte pour la première fois depuis 1790, le Bœuf Gras est autorisé. Son cortège est décrit en détail par une Ordonnance de police signée par le baron Dubois, Préfet de Police. Cependant les historiens s'accordent pour attribuer en fait la paternité de cette Ordonnance au facétieux de Piis.
Le Bœuf Gras va prendre une ampleur gigantesque au XIXe siècle, sortant plus de soixante-dix fois il deviendra de facto la Fête de Paris dans le cadre de l'alors très grand Carnaval de Paris.
Ses poèmes et pièces de théâtre aujourd'hui oubliés, la renaissance du Bœuf Gras aura été la plus durable et prestigieuse réalisation artistique du haut fonctionnaire de Police et poète De Piis.
Vingt-quatre ans après la renaissance du Bœuf Gras en 1805, une note manuscrite concernant le budget de la Préfecture de police pour l'année 1829 nous apprend que celle-ci a versé 1 042 francs et 65 centimes « pour solde des frais du bœuf gras ».
Un commentaire accompagne cette note :

« La préfecture de police payant cette dépense chaque année déduction passée des sommes données par le Roi et par les administrations publiques.
Il s'agissait d'un ancien usage que le préfet de police avait cru devoir conserver.
La C.. (une abréviation difficile à déchiffrer, probablement la “Commission”) du Conseil National a paru croire que l'on pourrait peut-être supprimer sans inconvénient cette promenade bizârre. »

Un ouvrage paru en 1860 parlant de la promenade du Bœuf gras relève que :

« L'administration de la police, qui fait surveiller les préparatifs de ce divertissement par l'inspecteur général des marchés, accorde, depuis 1834, une allocation annuelle de 2,000 francs pour aider à combler le déficit existant entre les recettes et les dépenses occasionnées par la promenade du bœuf gras.
L'ensemble de ce cortège, qui se rend habituellement au château des Tuileries, dans les divers ministères, aux préfectures de police et de la Seine, s'est augmenté d'une manière notable depuis quelques années. »

Au début des années 1860, le Préfet de Police Boittelle bataille pour la défense de la subvention du Bœuf Gras. Il écrit, le 28 février 1861 à M.M. Les Membres du Conseil Municipal de la Ville de Paris :

« La ville de Paris contribue d'ordinaire aux dépenses de la promenade du Bœuf gras pour une somme de deux mille francs, indépendamment de l'allocation que le Ministère de l'Intérieur fait chaque année pour le même objet.
Cette année, cette somme de deux mille francs n'a pas été portée au budget de ma préfecture (à l'époque la subvention en question transite obligatoirement par la main du Préfet de Police).
Or les dépenses de la promenade excèdent chaque année les recettes et je crois qu'il est équitable d'indemniser le boucher organisateur de cette fête carnavalesque puisqu'il a pu, confiant dans l'usage, faire entrer dans ses prévisions de recette, le montant de l'allocation municipale habituelle. »

Le crédit additionnel est voté dès le lendemain.
Le 16 mars 1861, le Préfet de police écrit au Ministère de l'Intérieur pour le prier d'approuver cette décision.
Une semaine plus tard, le 23 mars, le Chef de la 2e Division, 1er Bureau (subdivision administrative qui est également mentionnée en haut des lettres signées à l'époque par le Préfet de Police), écrit une lettre :
Il précise que : « Cette homologation (du crédit pour le Bœuf gras par le Ministre) donnant lieu à un conflit d'attributions, et pouvant par conséquent se faire attendre quelque temps, Mr de Bullemont est prié de vouloir bien examiner si on ne pourrait pas payer de suite le boucher destinataire au moyen d'une avance de caisse. »
Un post-scriptum précise : « Le boucher destinataire est Mr. Flechelle rue Gaillon N.°18. »
Ce très riche boucher était célèbre à Paris à l'époque.
Le 31 octobre 1861, le Préfet de police écrit à nouveau à « Messieurs les Membres du Conseil Municipal » :

« Messieurs,
La ville de Paris contribue d'ordinaire aux dépenses de la promenade du Bœuf gras pour une somme de 2000 f qui jusqu'à l'exercice 1860 a toujours été inscrite à l'état des dépenses communales de la Préfecture de Police.
Cette somme de 2000 f n'a pas été comprise par erreur, dans mes propositions de budget pour l'année prochaine.
Afin d'éviter d'avoir recours comme cette année pour cette dépense habituelle, au vote d'un crédit supplémentaire hors budget (Délibération du 1er mars 1861,) j'ai l'honneur de vous prier, Messieurs, de vouloir bien inscrire un crédit additionnel de 2000 f à l'article 12 du chapitre V du budget de mon administration pour l'année 1862.
Agréez, Messieurs, l'assurance de ma haute considération.
Le Préfet de police.
Boittelle »

Parallèlement est préparée une copie conforme de la même lettre, magnifiquement calligraphiée avec pour en-tête en gros caractères : « A Messieurs les Membres du Conseil Municipal de Paris ». Elle est destinée à la Comptabilité et ne porte pas encore de date précise : « Paris, le novembre 1861 ».
Sur cette copie conforme signée par le Secrétaire général de la Préfecture de police, une main anonyme a ajouté en haut à gauche, au crayon : « rien à faire – Classer. »
Le 23 janvier 1863, le Préfet de police écrit à « M. le Président, et Messieurs les Membres du Conseil municipal » :

« Messieurs, une somme de deux mille francs est comprise à l'Article 8 du Chapitre (3) du budget de ma Préfecture, à titre de subvention pour la promenade annuelle du bœuf gras, mais cette somme ne présente qu'une faible part des frais occasionnés par cette fête populaire.
Depuis la suppression du Syndicat de la Boucherie qui se chargeait d'une grande partie des frais, le Ministère de l'Intérieur allouait ordinairement une somme de 4 000 francs qui, ajoutée à celle de 2 000 francs dont je viens de parler ne couvrait pas encore entièrement les dépenses. Or l'état des crédits du Ministère ne lui permet pas d'accorder cette année les 4 000 francs de subvention sur lesquels comptait l'acquéreur des bœufs gras, et ce dernier en présence d'un tel déficit dans ses recettes renoncerait à son projet d'organiser la promenade carnavalesque.
Cette fête qui depuis très longtemps a lieu chaque année pendant les jours gras, n'est pas sans attrait pour la population, et si vous pensez qu'elle ne doit pas disparaître des traditions parisiennes, faute de subvention suffisante je vous prierai de vouloir bien inscrire au budget de ma Préfecture un crédit supplémentaire de quatre mille francs comme complément de celle (sic) de 2 000 francs déjà inscrite au budget de cette année.
Je vous serai obligé, Messieurs, de mettre cette demande à l'ordre du jour de votre plus prochaine séance, afin que je sois informé en temps utile du résultat de votre délibération. »

Une semaine plus tard, le 30 janvier 1863, la somme demandée est votée par le Conseil Municipal de la Ville de Paris.
Le mardi Gras 6 mars 1878, la troupe musicale et costumée des 64 étudiants espagnols de l'Estudiantina Espagnola triomphe dans Paris. Le préfet de police Albert Gigot les invite à la Préfecture de police pour les écouter, puis les envoie se produire dans le bâtiment voisin du Tribunal de commerce :

« M. Albert Gigot a fait appeler les étudiants de Salamanque. Il a voulu les entendre, et, enchanté de leur musique, les a envoyés au tribunal de commerce, dont les échos austères, réveillés par cette musique insolite, ne savaient plus à quel président se vouer. Puis, dans la cour de l'École de médecine, sous le nez de bronze de Bichat, séguédilles et jotas ont recommencé de plus belle. Puis, ça été au tour de la Faculté de droit... »

En 1882, la tradition carnavalesque de la police parisienne continue et le Bœuf Gras est toujours aussi apprécié par le Préfet de police. À l'époque, le cortège carnavalesque a disparu depuis 1870, soit douze années. Un article du journal Le Radical accuse le Préfet de Police Camescasse d'avoir fait, par des tracasseries administratives interdire le Bœuf Gras.

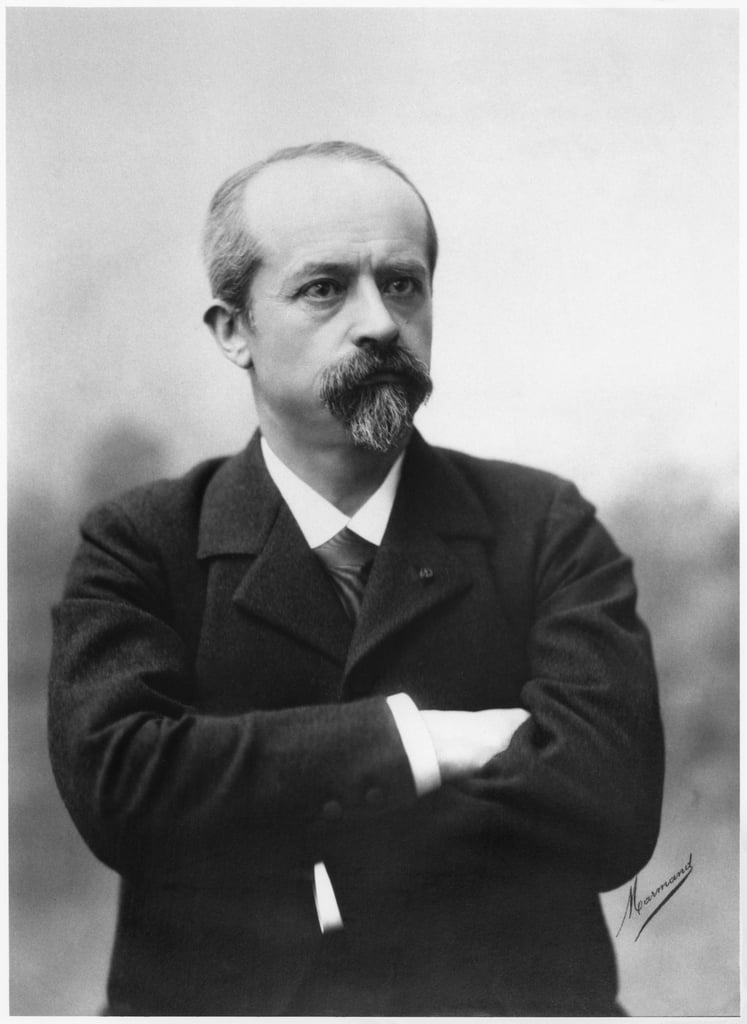
En 1896, le Préfet de police Louis Lépine soutient le Bœuf Gras.

Au Cabinet du Préfet, cet article, à la différence d'autres découpés dans la presse, a été soigneusement collé sur une feuille de papier. Une main a ajouté rageusement en marge, au crayon rouge : « Je n'ai jamais interdit le Bœuf gras »
La popularité du Carnaval de Paris dans la police est connue des journalistes. Le samedi 21 février 1891, dans le Supplément illustré du Petit Journal, Simon Levral commence ainsi sa chronique hebdomadaire :

« J'aurais préféré, je l'avoue, le Carnaval parisien avec moins de monôme et plus de bœuf gras. Et j'espère que l'an qui vient et chaque année désormais, le héros quadrupède et inconscient de la courte épopée pantagruélique du mardi-gras fera par la ville sa tournée, délice des enfants, grands et petits, et tranquillité des parents... ainsi que de la Police. »

Cette même année est créée la Reine des Reines de Paris avec un cortège central pour la Mi-Carême. La Reine des Reines sera reçue solennellement chaque année et jusqu'en 1914 à l'Hôtel de Ville, l'Élysée et la Préfecture de police.
En 1893, les étudiants du Paris rejoignent le cortège de la Mi-Carême. L'année d'après, « M. le Commissaire de Police du Val-de-Grâce » fait partie des principaux souscripteurs pour le financement de la cavalcade carnavalesque étudiante. Il verse 10 francs.
En 1896, quand la Promenade du Bœuf Gras reparaît après vingt-cinq ans d'interruption, c'est au tour du célèbre Préfet de police Louis Lépine de souscrire de sa cassette personnelle de 200 francs pour le Bœuf.
Pour accueillir son cortège, le 18 février 1896, le préfet de police se met en Carnaval.
L'Intransigeant écrit à ce propos :
Le préfet de police obtient un beau succès personnel. Il a tenu à se déguiser aussi. Du blanc sur son nez, la disparition des boutons qui ornent ordinairement sa face sympathique le rendent méconnaissable. Il est presque moins laid.

## AuXXesiècle

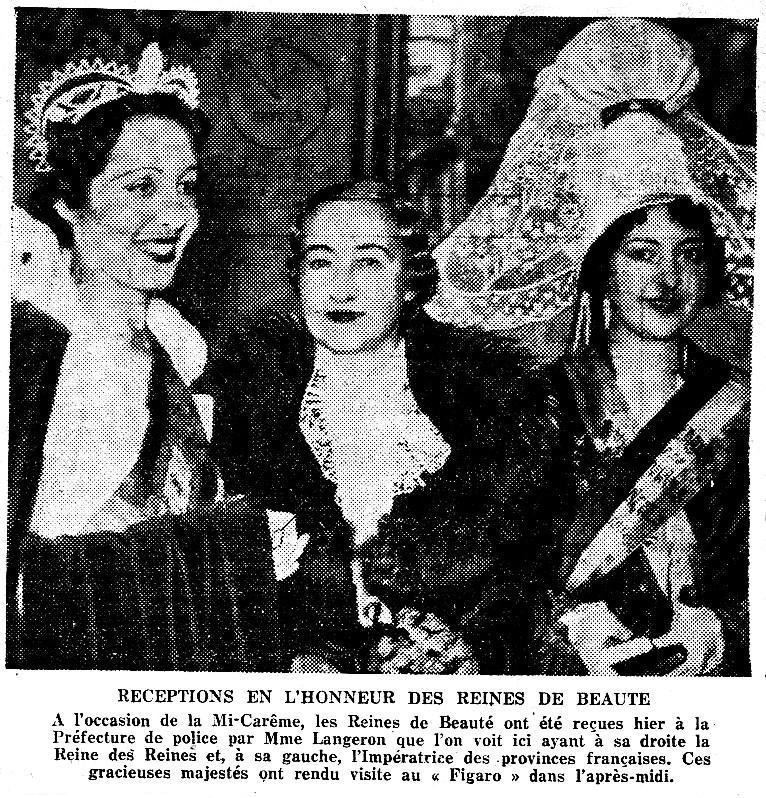
Réception en 1937 de la Reine des Reines de Paris (à g.) par Madame Langeron, épouse du Préfet de police Roger Langeron.

De 1918 à 1932, les ennemis de la fête, sous de fallacieux prétextes (hygiène et économies) font interdire le jet de confetti à Paris. Seule exception : en 1922, il est autorisé. La seule explication à cette autorisation est que cette année-là le Préfet de police Robert Leullier l'a protégé.
Traditionnellement, le jour de la Mi-Carême, la Reine des Reines de Paris est reçue par le Préfet de police de Paris. Cet événement marquant les liens traditionnels d'amitié existant entre le Carnaval de Paris et la police de Paris. Dans les années 1930, les modalités de cette réception sont modifiées. Dorénavant, c'est l'épouse du Préfet de police qui reçoit la Reine des Reines de Paris.
Quand en 1993 Basile Pachkoff prend l'initiative de la renaissance du Carnaval de Paris, au nombre des premiers et rares partisans qui le rejoignent, se trouve l'officier de police, motard, qui dirige le SGAP.

## La Garde Républicaine au Carnaval de Paris
Force de Gendarmerie placée sous les ordres du Préfet de police de Paris, la Garde républicaine participe traditionnellement aux cortèges du Carnaval de Paris. Ses cavaliers ouvrent les cortèges du Bœuf gras et de la Mi-Carême.
La dernière participation à ce jour de la Garde républicaine au Carnaval de Paris remonte au cortège du Bœuf gras du dimanche 20 avril 1952, où figuraient des trompettes à cheval.